# تشودر (غيفان)
تشودر (بالفارسية: چودر) هي قرية تقع في إيران في قسم غیفان الريفي. يقدر عدد سكانها بـ 236 نسمة .